# Municipio Colcha „K“
Das Municipio Colcha „K“ ist ein Verwaltungsbezirk im Departamento Potosí im Hochland des südamerikanischen Anden-Staates Bolivien.

## Etymologie
Der ursprüngliche Name der Ortschaft war Q'ochapata, von Quechua Q'ocha (See) und Pata (oben). Dieser Name wurde allmählich hispanisiert zu Colcha. Der Zusatz „K“ stammt von dem Identifikationkode für die Ortschaft im Telegrafenwesen.

## Lage im Nahraum
Das Municipio Colcha „K“ ist eines von zwei Municipios in der Provinz Nor Lípez und schließt sich im Süden an den Salzsee Salar de Uyuni an. Es grenzt im Norden an die Provinz Daniel Campos, im Westen an das Municipio San Pedro de Quemes, im Südwesten an die Republik Chile, im Süden an die Provinz Sur Lípez und die Provinz Enrique Baldivieso, im Südosten an die Provinz Sur Chichas und im Nordosten an die Provinz Antonio Quijarro. Es erstreckt sich über etwa 200 Kilometer sowohl in nord-südlicher wie in ost-westlicher Richtung.
Der zentrale Ort des Municipios ist die Ortschaft Colcha „K“ mit 853 Einwohnern (Volkszählung 2001) im nordwestlichen Teil des Municipios.

## Geographie
Das Municipio Colcha „K“ liegt auf dem bolivianischen Altiplano zwischen der Cordillera Occidental im Westen und der Cordillera de Lípez im Südosten am Salzsee Salar de Uyuni. In nordwestlicher Richtung ist der Zugang zum nahe gelegenen Salar de Uyuni durch zwei Fünftausender erschwert, die jedoch die Region um Colcha „K“ mit dem für die Landwirtschaft wichtigen Steigungsregen versorgen.
Nennenswerter Niederschlag fällt nur in den Monaten Januar bis März, die restlichen neun Monate des Jahres sind arid, der Gesamtniederschlag der Region erreicht keine 100 mm im Jahr. Die Jahresdurchschnittstemperatur liegt bei knapp 7 °C, die Monatswerte schwanken nur unwesentlich zwischen 2 °C im Juni/Juli und 9 °C von November bis März, wobei jedoch nächtliche Frostdurchgänge im ganzen Jahr möglich sind.

## Bevölkerung
Die Einwohnerzahl ist zwischen 1992 und 2024 um knapp zwei Drittel angewachsen:
| Jahr | Einwohner | Quelle       |
| ---- | --------- | ------------ |
| 1992 | 7.733     | Volkszählung |
| 2001 | 9.645     | Volkszählung |
| 2012 | 12.997    | Volkszählung |
| 2024 | 12.638    | Volkszählung |

Die Bevölkerungsdichte des Municipios bei der letzten Volkszählung im Jahr 2024 betrug 0,52 Einwohner/km², der Anteil der städtischen Bevölkerung war 0 Prozent, der Anteil der unter 15-Jährigen an der Bevölkerung im Jahr 2001 lag bei 45 Prozent, die Lebenserwartung der Neugeborenen bei 57 Jahren.
Der Alphabetisierungsgrad bei den über 19-Jährigen beträgt 85 Prozent, und zwar 94 Prozent bei Männern und 77 Prozent bei Frauen. (2001)
Wichtigste Sprache mit einem Anteil von 90 Prozent ist Quechua, 88 Prozent der Bevölkerung sprechen Spanisch. 90 Prozent der Bevölkerung sind katholisch, 6 Prozent evangelisch. (1992)
96 Prozent der Bevölkerung haben keinen Zugang zu Elektrizität, 92 Prozent leben ohne sanitäre Einrichtung. (2001)

## Politik
Ergebnis der Regionalwahlen (concejales del municipio) vom 4. April 2010:
| Wahlberechtigte |  | Stimmen | gültig |  | MAS-IPSP | MSM    | AS     | FCRP  |
| --------------- |  | ------- | ------ |  | -------- | ------ | ------ | ----- |
| 4.671           |  | 3.906   | 2.626  |  | 1.292    | 807    | 474    | 53    |
|                 |  | 83,6 %  | 67,2 % |  | 49,2 %   | 30,7 % | 18,1 % | 2,0 % |

Ergebnis der Regionalwahlen (elecciones de autoridades políticas) vom 7. März 2021:
| Wahl- berechtigte |  | Wahl- beteiligung | gültige Stimmen |  | MAS-IPSP | AS      | PAN-BOL | M.O.P. |
| ----------------- |  | ----------------- | --------------- |  | -------- | ------- | ------- | ------ |
| 7.417             |  | 5.571             | 4.633           |  | 2.149    | 1.758   | 257     | 200    |
|                   |  | 75,11 %           | 83,16 %         |  | 46,38 %  | 37,95 % | 5,55 %  | 4,32 % |

## Gliederung
Das Municipio untergliedert sich in die folgenden zehn Kantone (cantones):
- 05-0901-01 Kanton Colcha „K“ – 6 Ortschaften – 1.584 Einwohner (Volkszählung 2012)
- 05-0901-02 Kanton San Cristóbal – 8 Ortschaften – 3.789 Einwohner
- 05-0901-03 Kanton Santiago de Agencha – 1 Ortschaft – 243 Einwohner
- 05-0901-04 Kanton Chuvica – 1 Ortschaft – 92 Einwohner
- 05-0901-05 Kanton Río Grande – 19 – Ortschaften – 4.887 Einwohner
- 05-0901-06 Kanton Santiago de Chuvica – 2 Ortschaften – 438 Einwohner
- 05-0901-07 Kanton Atulcha – 1 Ortschaft – 112 Einwohner
- 05-0901-08 Pozo Cavado – 8 Ortschaften – 1.541 Einwohner
- 05-0901-10 Kanton Llavica – 3 Ortschaften – 224 Einwohner
- 05-0901-11 Kanton Ramaditas 1 Ortschaft – 87 Einwohner
- 05-0901-13 Kanton Calcha „K“ 6 Ortschaften – 617 Einwohner

## Ortschaften im Municipio Colcha „K“
- Kanton Colcha „K“
  - Colcha „K“ 1221 Einw. – Mañica 164 Einw. – Villa Candelaria 125 Einw.

- Kanton San Cristóbal
  - San Cristóbal 1754 Einw. – San Cristóbal 1214 Einw. – Calcha „K“ 671 Einw. – Vila Vila 398 Einw. – Pampa Grande 137 Einw.

- Kanton Santiago de Agencha
  - Santiago de Agencha 243 Einw.

- Kanton Chuvica
  - Santiago K 270 Einw. – Chuvica 92 Einw.

- Kanton Río Grande
  - Río Grande 861 Einw. – Culpina K 674 Einw. – Soniquera 485 Einw. – San Juan de Rosario 480 Einw. – Copacabana 420 Einw. – Vinto K 414 Einw. – Villa Mar 339 Einw. – Cocani 288 Einw. – Llipi 201 Einw. – Julaca 66 Einw.

- Kanton Santiago de Chuvica
  - Santiago de Chuvica 168 Einw.

- Kanton Atulcha
  - Atulcha 112 Einw.

- Pozo Cavado
  - Pozo Cavado 860 Einw.

- Kanton Llavica
  - Llavica de Agencha 116 Einw. – Agua Quiza 87 Einw.

- Kanton Ramaditas
  - Ramaditas 87 Einw.

- Kanton Calcha „K“
  - Calcha „K“ 510 Einw.